# Francisco José de Lacambra Estany
Francisco José de Lacambra Estany (Barcelona, 1923 – 1983) fou dirigent esportiu català.
Fou un dels socis fundadors i primer president de la Federació Catalana de Salvament i Socorrisme (1962). El 1967 assumí el càrrec de vicepresident de la federació espanyola. Impulsà el salvament i el socorrisme en l'ambit estatal i el 1971 creà el primer campionat escolar d'Espanya. Fou corresponsable de l'èxit de l'equip espanyol en diversos Campionats del Món (1969, 1972, 1974). El 1974 presidí el comitè organitzador del Campionat del Món de Salvament Aquàtic a Barcelona. El mateix any rebé la medalla d'or al mèrit esportiu de la federació espanyola. També promogué els partits internacionals de la selecció catalana. Igualment, formà part de la directiva del RCD Espanyol i el FC Barcelona i fou vicepresident del Reial Club de Polo de Barcelona. Gran aficionat a la numismàtica, tenia una important col·lecció de segells de temàtica esportiva i era president de l'Associació Numismàtica Espanyola.